# レイ・シーホーン
レイ・シーホーン（Rhea Seehorn,  1972年5月12日 - ）は、アメリカ合衆国の女優である。

## 来歴
1972年生まれ。幼少期は親の仕事の関係でアリゾナ州、ヴァージニア州、ワシントンD.C.、そして日本で育った。1998年に映画『A Case Against Karen』で女優デビュー。その後もいくつかの映画やテレビドラマへ出演してキャリアを構築させていく。また声優としてもテレビアニメシリーズの『アメリカン・ダッド』や『ファミリー・ガイ』などに出演した。
近年ではテレビドラマシリーズ『ブレイキング・バッド』に登場する弁護士「ソウル・グッドマン」にフォーカスを当てたスピン・オフ作品『ベター・コール・ソウル』の出演でも知られるようになった。同作品では、ボブ・オデンカーク演じる貧乏な弁護士ジミー・マッギル（ソウル・グッドマン）の友人で良き理解者である弁護士キム・ウェクスラーを演じている。

## 出演作品

### 映画
- A Case Against Karen (1998)
- Why Spain? (1999)
- Eat Me! (2000)
- Riders (2001)
- Romy and Michele: In the Beginning (2005) ※テレビ映画
- シャギー・ドッグ The Shaggy Dog (2006)
- 闇はささやく Things Heard & Seen (2021)
- バッドボーイズ RIDE OR DIE Bad Boys Ride or Die (2024)

### テレビドラマ
- I'm with Her (2003, 2004)
- Head Cases (2005)
- The Singles Table (2007)
- スターター・ワイフ The Starter Wife (2008)
- ドールハウス Dollhouse (2009)
- バーン・ノーティス 元スパイの逆襲 Burn Notice (2010)
- クローザー The Closer (2010)
- Whitney (2011 - 2013)
- リーガル・バディーズ フランクリン&バッシュ Franklin & Bash (2011 - 2014)
- ハウス・オブ・ライズ House of Lies (2014)
- ベター・コール・ソウル Better Call Saul (2015 - 2022 )、1話の監督も務める

### テレビアニメ
- アメリカン・ダッド American Dad! (2009)
- ファミリー・ガイ Family Guy (2013)